# Шлыков, Геннадий Александрович
Геннадий Александрович Шлыков (род. 3 июля 1957, Церлёво, Рязанская область) — советский и украинский художник, стиль минимализм; политические плакаты, живопись, графика.
С 1990 года член Союза художников СССР.
С 1992 года член группы содействия мастерам живописи «Арт-Союз».

## Биография
Родился 3 июля 1957 года в селе Церлево, Чучковский район Рязанской области.
Последние около тридцати лет живёт и работает в городе Никополе Днепропетровской области.

## Образование
Специального художественного образования Геннадий Шлыков не получил.
Художественное училище памяти 1905 года, 1976—1980.
Школа-студия неформального искусства на Беговой.

## Творчество
В 1980-е годы Геннадий Шлыков исполнял, в основном, политические плакаты.
Наиболее известен плакатами периода перестройки
«И на Марсе будут яблони цвести» (1980-е)
«Разрушение озонового слоя земли — гибель человечества» (1980-е)
«А воз и ныне там…» (1980-е)
«Хочу всё знать» (1980-е)
«Покуда травка подрастёт, лошадка с голоду помрёт» (1980-е)
«Спаси и сохрани» (1980-е)
«Что? где? когда?» (1989)
«Вера?.. Надежда?.. Любовь?..» (1989)
«СССР» (1991)
«Легко ли быть молодым?» (1991)
С 1992 года занимается живописью.
- «Птицелов» (2007)[3]

## Дмитрий Шлыков
Сын, Шлыков, Дмитрий Геннадиевич (17 сентября 1980 — 19 ноября 2021), родился и умер в Никополе. В 2002 окончил КГПУ, отделение художественной графики. Художник.

## Выставки
С 1982 года участвует в выставках, аукционах.
- 1991 — Всесоюзная выставка плаката «Человек. Природа. Будущее»[14]
- 1992 — Всесоюзная выставка плаката «Гражданином быть обязан»[14]

- 1996—2004 — Участник 9 Международных выставок Арт-Манеж (Москва)
- 1997 — Галерея у ст. метро «Китай-город» (Москва)
- 2000 — Галерея в г. Атланта (США)
- 2000 — Музей гетманства[укр.] (Киев)
- 2007 — Hotel Torre dei Calzolari Palace (Губбио, Перуджа)[15][16]

Работы Геннадия Шлыкова приобретены Министерством культуры СССР, Союзами художников Украины и России, находятся в частных коллекциях России, Украины, Израиля, Италии, Польши, США, Канады, Франции, Швейцарии, Финляндии и Японии.
Галерея «Плакаты.Ру» добавила работы «СССР» и «Легко ли быть молодым?» Геннадия Александровича Шлыкова в галерею «Плакаты. Ру».

## Награды
- 1989 — II премия Межреспубликанского студенческого конкурса плаката «Человек — творец перестройки»
- 1990 — III премия Всесоюзного конкурса плаката «Человек. Природа. Будущее»
- 1991 — II премия Всесоюзного конкурса плаката «Гражданином быть обязан»